# Fabryka Józefa Balle w Łodzi
Fabryka Józefa Balle – budynek mieszczący się przy ul. Sienkiewicza 72 w Łodzi

## Historia
Fabryka wybudowana w 1898 roku przy ówczesnej ulicy Dzikiej, według projektu Leona Lubotynowicza, dla łódzkiego fabrykanta Józefa Balle. W 1908 roku fabrykę pasów transmisyjnych, kupili Goldman Luzer i Michał Nutkiewicz. Po roku Michał Nutkiewicz pozostał już sam, zmieniając profil firmy z przędzalni wigoniowej na produkcję tkanin technicznych, płócien filtracyjnych i chust do pras olejarskich. W latach 1918–1922 fabryka należała do Idy Raschig.
W 1984 roku budynek został wpisany do rejestru zabytków. Mieścił się w nim wówczas magazyn książek, należący do Domu Książki.
W marcu 1998 roku budynek kupiła Agora S.A. na potrzeby łódzkiej Gazety Wyborczej, której redakcja wprowadziła się do nowej siedziby we wrześniu 2000 roku. W 2004 roku w budynku zostało otwarte łódzkie studio Radia Złote Przeboje.
W ciągu trwającego dwa lata remontu, do zabytkowego muru dobudowano dwukondygnacyjny element w kształcie wachlarza. Został on, wraz z częścią starej fabryki od strony alei Piłsudskiego, wyłożony granitem.